# غويلرمو غوميز
غويلرمو غوميز (بالألمانية: Guillermo Gómez Gil) (و. 1862 – 1942 م) هو رسام، وأستاذ جامعي إسباني، ولد في مالقة، توفي في قادس، عن عمر يناهز 80 عاماً.